# Stern von Waldeck (Schiff)
Die Stern von Waldeck ist ein 1993 gebautes Fahrgastschiff, das die Waldecker Reederei Personenschiffahrt Edersee für Ausflugsfahrten auf dem Edersee einsetzt.

## Geschichte
Das Schiff wurde mit der Baunummer 130 im Jahr 1993 auf der Lux-Werft in Mondorf für die Personenschiffahrt Edersee gebaut. Die Auslieferung erfolgte im Juli 1993 über den Landweg. Dazu wurde das Schiff von der Werft in Mondorf auf dem Rhein bis Emmerich gebracht und dort im Hafen in Einzelteilen auf Schwerlastwagen zum Edersee gefahren. Am See wurde das Schiff wieder zusammengebaut und zu Wasser gelassen. Der Name Stern von Waldeck bezieht sich auf den Stern aus dem Wappen von Waldeck, der von der Adelsdynastie der Grafschaft Schwalenberg bzw. einer Linie der Grafenfamilie, dem Haus Waldeck, stammt.
Das Schiff verkehrt von Anfang April bis Ende Oktober auf dem Edersee. In der Vor- und der Nachsaison (April und Oktober) finden Rundfahrten am Wochenende regelmäßig, an den Wochentagen nach Bedarf statt. In der Haupt- und Nebensaison (Mai bis September) ist das Schiff täglich unterwegs. Bei Vollstau kann der gesamte See zwischen der Staumauer im Osten und dem Ederzufluss im Westen befahren werden. Die Stern von Waldeck hält an maximal acht Anlegestellen. Neben den Rundfahrten kann das Schiff auch für Trauungen und Sonderfahrten angemietet werden.

## Das Schiff
Das Schiff ist 48,00 Meter lang und 8,20 Meter breit. Der Tiefgang beträgt 1,10 Meter. Angetrieben wird die Stern von Waldeck von zwei MAN-Dieselmotoren mit jeweils 242 PS, die auf zwei Schottel-Ruderpropeller SRP-110 wirken. Dazu kommt eine Schottel-Jet-Bugstrahlanlage vom Typ SPJ 22. Das Schiff ist zugelassen für maximal 540 Fahrgäste. In Salons steht Platz für bis zu 300 Personen zur Verfügung, dazu kommt ein separater Salon mit 130 Sitzplätzen. Der Bug ist mit einer Rampe versehen, so dass das Schiff auch an nicht ausgebauten Anlegestellen anlanden kann.